# Егудкин, Анатолий Семёнович
Анатолий Семёнович Егудкин (1916 — ?) — начальник лаборатории Ленинградского КБ станкостроения, лауреат Государственной премии СССР 1970 года.
Родился в 1916 году в Петрограде.
Участник войны, старшина.
В 1946 году окончил заочное отделение Ленинградского политехнического института.
В 1939—1963 гг. конструктор, ведущий конструктор, руководитель КБ Ленинградского оптико-механического объединения.
С 1963 г. начальник лаборатории Ленинградского особого конструкторского бюро (ОКБ) станкостроения.
Входил в состав группы (А. И. Кирьянов, В. Г. Абрамов, И. В. Гуткин, А. С. Егудкин, А. С. Алимпиев, Г. Б. Пауков, В. А. Панов, В. Г. Дурыгин), разработавшей конструкцию тяжелых координатно-расточных станков. Были использованы новые технические идеи, что позволило создать станки особо высокой точности. Станки «2В460» и «2А470» экспортировались в 15 стран, в том числе в Англию, Италию, ФРГ, Японию и Швецию.
Лауреат Государственной премии СССР 1970 года (в составе авторского коллектива) — за создание тяжёлых координатно-расточных станков особо высокой точности с размером стола 1 000 Х 1 6000 и 1 400 х 2 240 мм.
Один из составителей альбома:
- Оптические устройства металлорежущих станков : Альбом / ЭНИМС ; Сост. А. П. Варявичус, А. С. Егудкин, Г. Р. Картанас. — М. : НИИмаш, 1969. — 104 с. : ил.